# Alberto Surio
Alberto Surio de Carlos (San Sebastián, 1963) es un periodista que dirigió la radio televisión pública vasca EITB con la ratificación del Parlamento Vasco de 18 de junio de 2009, llevando a término su labor hasta el 19 de febrero de 2013, en que cesó en el cargo.
La mayor parte de su carrera profesional se ha desarrollado en El Diario Vasco como corresponsal político y ha participado en diversas tertulias de radio y televisión, tanto en el País Vasco como en el resto de España.
Su trabajo dentro de EITB fue polémico, ya que se le acusó de haber llevado la censura al ente, pese a que dijo públicamente que la nueva etapa de la radiotelevisión pública vasca estaría marcada por su «pleno compromiso con los valores democráticos» y con «el mayor pluralismo». 
Surio recalcó en varias ocasiones que la labor de EITB como medio de comunicación público era deslegitimar la violencia y hacer "pedagogía" en contra del terrorismo, respetando los principios democráticos.
Cabe destacar por otro lado, que desde que Surio cogió las riendas del ente público, éste notó un acusado descenso de la audiencia hasta llegar al 9% y ser la 4ª cadena elegida por los vascos en el día a día, cuando en etapas anteriores fue la 1ª. Sin embargo, la página web del grupo EITB (eitb.com) consiguió aumentar el número de usuarios durante su mandato.